# 海伯尼亞銀行 (舊金山)
海伯尼亚银行（舊金山），总部设在旧金山，成立于1859年。其業務包括储蓄和贷款。
海伯尼亚银行（舊金山）在1988年被平安太平洋銀行收購，而平安太平洋銀行又在1992年被美国银行。

## 著名分行
1974年，这家银行曾經被共生解放军和派翠西亚·赫斯特抢劫。
由於派翠西亚·赫斯特事件所應發的斯德哥尔摩综合症頗為著名，故也是心理學其中一個重要的例子地點。